# Tvøroyri község
Tvøroyri község (feröeriül: Tvøroyrar kommuna) egy község Feröeren. Suðuroy északkeleti részén fekszik. Eredeti neve Froðba egyházközség (Froðbiar sóknar kommuna) volt. A Kommunusamskipan Føroya önkormányzati szövetség tagja.

## Történelem
A község jelenlegi formájában 1879-ben jött létre, amikor Froðba egyházközség néven kivált Suðuroy egyházközségből.

## Önkormányzat és közigazgatás

### Települések
| Település    | Népesség | Mióta a község része | Előző község         | Megjegyzés         |
| ------------ | -------- | -------------------- | -------------------- | ------------------ |
| Froðba       | 272      | 1879                 | Suðuroy egyházközség |                    |
| Øravík       | 30       | 1879                 | Suðuroy egyházközség |                    |
| Øravíkarlíð  | 57       | 1879                 | Suðuroy egyházközség |                    |
| Trongisvágur | 527      | 1879                 | Suðuroy egyházközség |                    |
| Tvøroyri     | 859      | 1879                 | Suðuroy egyházközség | A község székhelye |

### Polgármesterek
- Kristin Michelsen (2009–)[5][6]
- Sverre Midjord (1967–1984)[7]
- Peter Mohr Dam (1934–1957)[8]
- Kristian Djurhuus (1926–1930)[9]

## Népesség
| Év              | Lakosság |
| --------------- | -------- |
| 1986. január 1. | 2118     |
| 1991. január 1. | 2083     |
| 1996. január 1. | 1824     |
| 2001. január 1. | 1827     |
| 2006. január 1. | 1813     |

### Külső hivatkozások
- Digitális térkép (feröeri)